# Le Monde de demain
Pour les articles homonymes, voir Le Monde de demain (série télévisée).
Singles de Suprême NTM
Authentik Remix
(1991)
Pistes de Authentik
Paix Danse
Le Monde de demain est un single et un maxi du groupe Suprême NTM, sorti le 9 octobre 1990.

## Contenu
Il comprend le titre éponyme ainsi que les titres C'est clair et Le Pouvoir qui figurent sur leur premier album studio, Authentik en 1991. Le titre Le monde de demain inclut un couplet supplémentaire de Joeystarr par rapport à la version présente sur l'album. En 2016, le format disque maxi 45 tours est réédité pour les 25 ans de l'album Authentik. Évoquant la jeunesse des banlieues françaises, il est le premier succès du groupe NTM.

## Pochette
La pochette est réalisée par les graffeurs Mode 2 et Kea sous la supervision de Colt et la photographie du verso est réalisée par le photographe Jean-Baptiste Mondino.

## Clip
Le clip de la chanson Le monde de demain est réalisé par Stéphane Sednaoui. Le groupe y apparait notamment dans des tenues Jean Paul Gaultier prêtées par leur manageur Franck Chevalier, également chargé des relations presse pour la maison de haute-couture.
Lorsque le titre Le monde de demain s'achève, le clip poursuit avec un nouveau titre, Le Pouvoir. Grâce à son esthétique
et à l’intégration de ce deuxième titre sur le même clip, le clip se situe à l’avant-garde de ce qui se fait dans le rap, notamment outre-Atlantique où, après l’avoir visionné, les rappeurs américains d’A Tribe Called Quest s’en inspirent pour la réalisation de leur clip Jazz (We’ve Got) Buggin’ Out en 1991 de Jim Swaffield qui enchaîne aussi sur une même vidéo deux titres, à savoir Jazz (We’ve Got) et Buggin’ Out.
En octobre 2018, le magazine Les Inrockuptibles établit un classement des 100 meilleurs clips de tous les temps et classe Le monde de demain à la 73e place.

## Samples
La chanson contient un sample du morceau "T" Stands for Trouble (1972) de Marvin Gaye sur la bande originale du film Trouble Man. On retrouve par ailleurs un extrait scratché de Public Enemy No. 1 (1987) de Public Enemy
Ce sample est un sujet de discorde entre IAM et Suprême NTM : en effet, quelques mois après la sortie de Concept en janvier 1990, NTM reprend le même sample que celui utilisé par IAM sur le morceau The Real B-side (Marvin Gaye, "T" Stands for Trouble) pour leur titre Le monde de demain qui sort, lui, en octobre 1990. Joeystarr avait participé à faire connaître l'album Concept d'IAM à Paris à sa sortie, et c'est à cette occasion que DJ S, le DJ de NTM, avait alors décidé d'utiliser ce sample.   
Pour l'anecdote, on retrouve ce même sample sur le titre Who's The Mack de l'album AmeriKKKa's Most Wanted du rappeur américain Ice Cube, sorti le 16 mai 1990.   

## Historique et contexte
Le monde de demain, qui évoque la violence des banlieues, sort dans un contexte d'émeutes grandissantes dans les années 1990, notamment avec des mouvements de lycéens et d'émeutes à Vaulx-en-Velin causées par la mort d'un jeune par la police le 6 octobre 1990. Lors d'un interview pour le journal télévisé de France 3 Nord en avril 1991, NTM déclare ainsi : « On sait très bien qu’à tout moment, tout peut arriver. il suffit qu’un mec dans une cité se fasse buter comme à Sartrouville, et c’est fini quoi…Au commissariat, ils sont 30… Dans une cité, on est 4 000… [...] On a cloîtré les gens les uns sur les autres pendant des années. Maintenant, il arrive un truc à un et tout le monde est avec lui ».
En 2018, dans l’émission 13 h 15, le dimanche, Christophe Lameignère, ancien directeur artistique chez Epic à l'époque de NTM, affirme quant à lui :
« C’est vrai que c’est un hymne. On a l’impression que la chanson a été écrite hier, parce que les problèmes de la jeunesse, des banlieues, les problèmes sociaux… même s’ils ont évolué, ont finalement le même fond. Et c’était extrêmement pertinent de faire ce diagnostic. Ils ont décrit la situation, comme dirait Audiard, avec la précision d'un fusil de concours… ».

## Liste des titres
- Le monde de demain (renommé Le monde de demain (Tribute Man) sur le format disque maxi 45 tours)
- C'est clair
- Le monde de demain (Instrumental)

S'ajoute également le titre suivant sur la version maxi:
- Le Pouvoir